# 錫拉莫爾 (阿肯色州)
錫拉莫爾（英語：Sylamore）是位於美國阿肯色州伊澤德縣的一個非建制地區。該地的面積和人口皆未知。

## 地理
錫拉莫爾的座標為35°56′29″N 92°06′30″W / 35.94139°N 92.10833°W，而該地的平均海拔高度為103米（即338英尺）。